# André Félibien
André Félibien (maig de 1619, Chartres - 11 juny de 1695, París), sieur des Avaux et de Javercy, fou arquitecte, cronista francès de les arts i l'historiador oficial de la cort de Lluís XIV de França.

## Biografia
Nascut a Chartres, va marxar a París als catorze anys, on va continuar els seus estudis. El 1647, va ser enviat a Roma en qualitat de secretari de l'ambaixada del marquès de Fontenay Mareuil. Feu bon profit de la seva estada a Roma: estudiant els monument antics, descobrint els tresors literaris de les seves biblioteques i confeccionant una xarxa d'amistats amb refinats lletraferits i aficionats a l'art de la ciutat, amb els quals va ser posat en contacte gràcies a la seva traducció de la vida del cardenal Maffeo Barberini. Entre aquests amics, destaca Nicolas Poussin, que li proporcionava valuosos consells. Durant la seva estada a Roma, va mantenir correspondència amb Valentin Conrart, secretari perpetu de l'Acadèmia francesa, tenint sobretot per objecte l'actualitat literària i els disturbis de l'episodi conegut com la Fronde, així com els esdeveniments militars i diplomàtics que conduïren a la signatura del tractat Westfàlia.
De tornada a França es va casar i, amb l'esperança de trobar una feina, es va instal·lar a París. Fouquet i després Jean-Baptiste Colbert van reconèixer el seu talent. Va esdevenir un dels primers membres (1663) de l'Académie des inscriptions et belles-lettres. Tres anys més tard, Colbert el va fer designar historiador del rei. El 1671, va ser nomenat secretari de l'Académie Royale d'Architecture de recent fundació, i el 1673 conservador del gabinet de les antiguitats al palau de Brion. Louvois va afegir a aquestes càrregues la de controlador general de les carreteres i ponts.

## Obra
Malgrat totes aquestes activitats, Félibien va trobar temps per a l'estudi i la recerca, i va produir nombroses obres literàries. Es pot considerar que fou el primer teòric de l'art en aplicar en aquest camp les premisses que estableix Descartes per a l'aprehensió del coneixement, confeccionant així un inici metòdic a l'estudi de l'art. De la seva recerca, conclou que la bellesa en l'obra d'art depèn de d'unes regles racionals i no de la tècnica de l'artista. Per a Félibien, l'art és un assumpte racional.